# Wesley Pentz/Auszeichnungen für Musikverkäufe

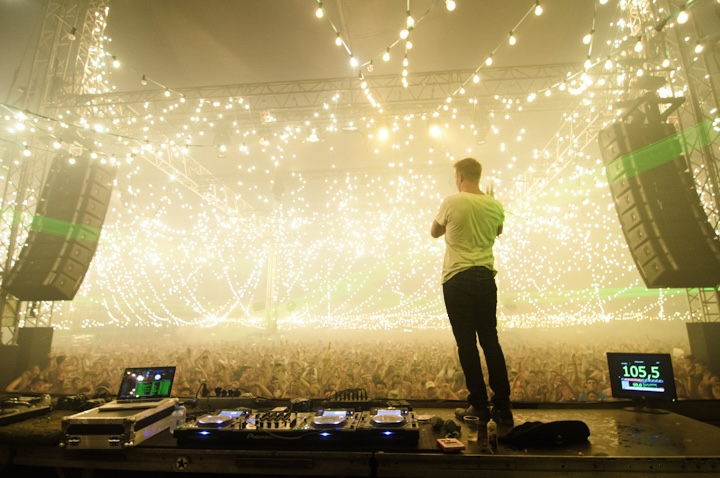
Diplo (2012)

Dies ist eine Übersicht über die Auszeichnungen für Musikverkäufe des US-amerikanischen DJs und Produzenten Wesley Pentz und seines Pseudonyms Diplo. Die Auszeichnungen finden sich nach ihrer Art (Gold, Platin usw.), nach Staaten getrennt in chronologischer Reihenfolge, geordnet sowie nach den Tonträgern selbst, ebenfalls in chronologischer Reihenfolge, getrennt nach Medium (Alben, Singles usw.), wieder.

## Auszeichnungen
| - Vereinigtes Königreich - 2013: für die Single C’mon (Catch ’Em By Surprise) - 2014: für die Single Earthquake - 2014: für die Autorenbeteiligung und Produktion Trampoline (Tinie Tempah) - 2016: für die Autorenbeteiligung und Produktion Climax (Usher) - 2017: für die Autorenbeteiligung und Produktion End of Time (Beyoncé) - 2021: für die Single Genius - 2024: für die Single Welcome to the Party - 2024: für die Single Heartless - 2024: für die Autorenbeteiligung und Produktion All Night (Beyoncé) - 2025: für die Single Turn Back Time - Europa (Impala) - 2016: für die Single Be Right There - Australien - 2020: für die Single Color Blind - 2020: für die Single Sun in Our Eyes - 2021: für die Autorenbeteiligung und Produktion End of Time (Beyoncé) - 2021: für die Autorenbeteiligung und Produktion All Night (Beyoncé) - 2023: für das Lied To Ü - Belgien - 2016: für die Single Be Right There - 2017: für die Autorenbeteiligung und Produktion Elastic Heart (Sia) - 2019: für die Single Electricity - 2019: für die Single Close to Me - Brasilien - 2023: für die Autorenbeteiligung und Produktion Too Close (Alex Clare) - 2024: für die Autorenbeteiligung und Produktion Living for Love (Madonna) - Dänemark - 2013: für das Streaming Look at Me Now (Chris Brown) - 2013: für das Streaming Too Close (Alex Clare) - 2016: für das Album Skrillex & Diplo Present Jack Ü - 2019: für die Single Close to Me - 2020: für die Autorenbeteiligung und Produktion Paper Planes (M. I. A.) - 2021: für die Single Electricity - 2022: für die Single Thunderclouds - Deutschland - 2016: für die Single Where Are Ü Now - 2023: für die Single Thunderclouds - Frankreich - 2015: für die Autorenbeteiligung und Produktion Elastic Heart (Sia) - 2019: für die Single Close to Me - 2020: für die Single Electricity - 2020: für die Single Boom Bye Bye - 2020: für die Single Genius - 2022: für die Single On My Mind - 2024: für das Album Labrinth, Sia & Diplo Present… LSD - Italien - 2015: für die Autorenbeteiligung und Produktion Living for Love (Madonna) - 2018: für die Single Electricity - 2019: für die Single Genius - 2024: für die Autorenbeteiligung und Produktion Paper Planes (M. I. A.) - Kanada - 2018: für die Single Genius - 2018: für die Single Electricity - 2019: für die Single Color Blind - 2019: für die Autorenbeteiligung und Produktion Climax (Usher) - 2020: für die Single No New Friends - 2021: für die Autorenbeteiligung und Produktion All Night (Beyoncé) - Mexiko - 2015: für die Single Where Are Ü Now - 2019: für die Single Color Blind - 2019: für die Single Audio - 2021: für das Album Labrinth, Sia & Diplo Present… LSD - Neuseeland - 2016: für das Lied To Ü - 2016: für die Single Take Ü There - 2019: für das Album Skrillex & Diplo Present Jack Ü - 2019: für die Single Audio - 2020: für die Single Welcome to the Party - 2024: für das Album Labrinth, Sia & Diplo Present… LSD - 2024: für das Album Diplo Presents Thomas Wesley, Chapter 1: Snake Oil - 2024: für die Single Heartbroken - Norwegen - 2019: für das Album Labrinth, Sia & Diplo Present… LSD - Österreich - 2012: für die Autorenbeteiligung und Produktion Too Close (Alex Clare) - 2021: für die Single On My Mind - 2022: für die Single Genius - Polen - 2015: für die Autorenbeteiligung und Produktion Bitch I’m Madonna (Madonna) - 2019: für die Single Audio - 2019: für die Single Welcome to the Party - 2020: für das Album Labrinth, Sia & Diplo Present… LSD - 2022: für die Single On My Mind - 2022: für die Autorenbeteiligung und Produktion Hold Up (Beyoncé) - 2024: für das Lied Mind - Portugal - 2025: für die Single Forever - Schweiz - 2016: für die Single Where Are Ü Now - 2019: für die Single Thunderclouds - Singapur - 2021: für das Album Labrinth, Sia & Diplo Present… LSD - Spanien - 2022: für die Single Thunderclouds - 2023: für die Single Genius - 2024: für die Single On My Mind - 2024: für das Lied 200 MPH - 2024: für die Autorenbeteiligung und Produktion Paper Planes (M. I. A.) - Vereinigte Staaten - 2018: für die Single Thunderclouds - 2019: für die Single Audio - 2020: für die Single Lonely - 2021: für das Lied Mind - 2021: für das Lied To Ü - 2021: für das Lied Dance With Me - 2022: für die Single Color Blind - 2022: für die Single On My Mind - 2023: für die Single Daylight - 2023: für das Lied Forever Young - 2024: für die Single Don’t Forget My Love - Vereinigtes Königreich - 2021: für die Single Thunderclouds - 2023: für die Single Don’t Forget My Love - 2023: für die Autorenbeteiligung und Produktion Look at Me Now (Chris Brown) - 2024: für die Single On My Mind | - Australien - 2018: für die Single Electricity - 2018: für die Autorenbeteiligung und Produktion Climax (Usher) - 2020: für die Single Lonely - 2020: für die Single Welcome to the Party - 2020: für die Single Genius - 2020: für die Single Audio - 2020: für die Single Thunderclouds - 2021: für die Single Looking for Me - Belgien - 2016: für die Single Where Are Ü Now - Brasilien - 2019: für das Album Labrinth, Sia & Diplo Present… LSD - 2022: für die Autorenbeteiligung und Produktion Hold Up (Beyoncé) - 2024: für die Autorenbeteiligung und Produktion All Night (Beyoncé) - Dänemark - 2015: für die Autorenbeteiligung und Produktion Elastic Heart (Sia) - Deutschland - 2023: für die Autorenbeteiligung und Produktion Elastic Heart (Sia) - Frankreich - 2016: für die Single Where Are Ü Now - 2020: für die Single Audio - Italien - 2019: für die Single Thunderclouds - 2019: für die Single Close to Me - 2021: für die Single On My Mind - Kanada - 2019: für die Single Thunderclouds - 2019: für die Single Audio - 2021: für die Autorenbeteiligung und Produktion Hold Up (Beyoncé) - 2023: für das Album Diplo Presents Thomas Wesley, Chapter 1: Snake Oil - 2023: für die Single Lonely - 2025: für das Album Skrillex & Diplo Present Jack Ü - Mexiko - 2020: für die Single Genius - Neuseeland - 2022: für die Single Thunderclouds - 2022: für die Single Genius - 2024: für die Single Get It Right - Norwegen - 2012: für die Autorenbeteiligung und Produktion Look at Me Now (Chris Brown) - Österreich - 2022: für die Single Thunderclouds - Polen - 2019: für die Single Electricity - 2019: für die Single Thunderclouds - 2020: für die Single Close to Me - 2020: für die Single Genius - 2021: für die Single Where Are Ü Now - Schweden - 2015: für die Single Where Are Ü Now - Schweiz - 2012: für die Autorenbeteiligung und Produktion Too Close (Alex Clare) - Spanien - 2015: für die Autorenbeteiligung und Produktion Elastic Heart (Sia) - 2023: für die Single Electricity - Vereinigte Staaten - 2020: für die Single Wish - 2020: für die Single Welcome to the Party - 2020: für die Single Electricity - 2022: für die Single Genius - 2022: für die Autorenbeteiligung und Produktion End of Time (Beyoncé) - 2022: für die Autorenbeteiligung und Produktion All Night (Beyoncé) - 2023: für das Album Skrillex & Diplo Present Jack Ü - 2023: für die Single Take Ü There - 2024: für das Album Diplo Presents Thomas Wesley, Chapter 1: Snake Oil - 2024: für die Single Heartbroken - Vereinigtes Königreich - 2013: für die Autorenbeteiligung und Produktion Too Close (Alex Clare) - 2019: für die Single Electricity - 2023: für die Single Close to Me - 2024: für die Autorenbeteiligung und Produktion Hold Up (Beyoncé) - Deutschland - 2018: für die Autorenbeteiligung und Produktion Too Close (Alex Clare) | - Australien - 2019: für die Single Close to Me - 2019: für die Autorenbeteiligung und Produktion Look at Me Now (Chris Brown) - 2021: für die Autorenbeteiligung und Produktion Hold Up (Beyoncé) - Brasilien - 2022: für die Autorenbeteiligung und Produktion End of Time (Beyoncé) - 2024: für die Single Close to Me - 2024: für die Autorenbeteiligung und Produktion Bitch I’m Madonna (Madonna) - Dänemark - 2016: für die Single Where Are Ü Now - Italien - 2016: für die Autorenbeteiligung und Produktion Elastic Heart (Sia) - 2024: für die Single Hollywood - Kanada - 2019: für die Single Close to Me - 2023: für das Lied Dance With Me - Mexiko - 2021: für die Single Thunderclouds - Neuseeland - 2020: für die Single Be Right There - 2022: für die Single Close to Me - 2024: für die Single Electricity - Norwegen - 2020: für die Single Where Are Ü Now - Spanien - 2020: für die Single Where Are Ü Now - Vereinigte Staaten - 2012: für die Autorenbeteiligung und Produktion Too Close (Alex Clare) - 2021: für die Single Close to Me - 2022: für die Autorenbeteiligung und Produktion Hold Up (Beyoncé) - Vereinigtes Königreich - 2017: für die Single Where Are Ü Now - 2020: für die Autorenbeteiligung und Produktion Elastic Heart (Sia) - 2022: für die Autorenbeteiligung und Produktion Paper Planes (M. I. A.) - 2024: für die Single Looking for Me - Mexiko - 2023: für die Single Electricity - Australien - 2015: für die Autorenbeteiligung und Produktion Elastic Heart (Sia) - Italien - 2017: für die Single Where Are Ü Now - Mexiko - 2020: für die Autorenbeteiligung und Produktion Elastic Heart (Sia) - Vereinigte Staaten - 2010: für die Autorenbeteiligung und Produktion Paper Planes (M. I. A.) - 2024: für die Autorenbeteiligung und Produktion Climax (Usher) - Australien - 2024: für die Single Heartless - Neuseeland - 2016: für die Single Where Are Ü Now - 2024: für die Autorenbeteiligung und Produktion Paper Planes (M. I. A.) - 2025: für die Autorenbeteiligung und Produktion Elastic Heart (Sia) - Vereinigte Staaten - 2022: für die Autorenbeteiligung und Produktion Elastic Heart (Sia) - Australien - 2023: für die Single Where Are Ü Now - Vereinigte Staaten - 2023: für die Single Where Are Ü Now - Kanada - 2023: für die Single Heartless - 2023: für die Autorenbeteiligung und Produktion Paper Planes (M. I. A.) - 2024: für die Autorenbeteiligung und Produktion Elastic Heart (Sia) - 2025: für die Single Where Are Ü Now - Vereinigte Staaten - 2024: für die Single Heartless - Vereinigte Staaten - 2021: für die Autorenbeteiligung und Produktion Look at Me Now (Chris Brown) - Vereinigte Staaten - 2022: für das Lied 200 MPH - Frankreich - 2021: für die Single Thunderclouds |

## Auszeichnungen nach Alben

### Revolution
| Land/Region               | Auszeichnungen für Musikverkäufe (Land/Region, Auszeichnung, Verkäufe) | Verkäufe |
| ------------------------- | ---------------------------------------------------------------------- | -------- |
| Vereinigte Staaten (RIAA) | Gold                                                                   | 500.000  |
| Insgesamt                 | 1× Gold ·                                                              | 500.000  |

### Skrillex & Diplo Present Jack Ü
| Land/Region               | Auszeichnungen für Musikverkäufe (Land/Region, Auszeichnung, Verkäufe) | Verkäufe  |
| ------------------------- | ---------------------------------------------------------------------- | --------- |
| Dänemark (IFPI)           | Gold                                                                   | 10.000    |
| Kanada (MC)               | Platin                                                                 | 80.000    |
| Neuseeland (RMNZ)         | Gold                                                                   | 7.500     |
| Vereinigte Staaten (RIAA) | Platin                                                                 | 1.000.000 |
| Insgesamt                 | 2× Gold · 2× Platin ·                                                  | 1.097.500 |

### Labrinth, Sia & Diplo Present… LSD
| Land/Region       | Auszeichnungen für Musikverkäufe (Land/Region, Auszeichnung, Verkäufe) | Verkäufe |
| ----------------- | ---------------------------------------------------------------------- | -------- |
| Brasilien (PMB)   | Platin                                                                 | 40.000   |
| Frankreich (SNEP) | Gold                                                                   | 50.000   |
| Mexiko (AMPROFON) | Gold                                                                   | 30.000   |
| Neuseeland (RMNZ) | Gold                                                                   | 7.500    |
| Norwegen (IFPI)   | Gold                                                                   | 10.000   |
| Polen (ZPAV)      | Gold                                                                   | 10.000   |
| Singapur (RIAS)   | Gold                                                                   | 5.000    |
| Insgesamt         | 6× Gold · 1× Platin ·                                                  | 152.500  |

### Diplo Presents Thomas Wesley, Chapter 1: Snake Oil
| Land/Region               | Auszeichnungen für Musikverkäufe (Land/Region, Auszeichnung, Verkäufe) | Verkäufe  |
| ------------------------- | ---------------------------------------------------------------------- | --------- |
| Kanada (MC)               | Platin                                                                 | 80.000    |
| Neuseeland (RMNZ)         | Gold                                                                   | 7.500     |
| Vereinigte Staaten (RIAA) | Platin                                                                 | 1.000.000 |
| Insgesamt                 | 1× Gold · 2× Platin ·                                                  | 1.087.500 |

## Auszeichnungen nach Singles

### C’mon (Catch ’Em By Surprise)
| Land/Region                  | Auszeichnungen für Musikverkäufe (Land/Region, Auszeichnung, Verkäufe) | Verkäufe |
| ---------------------------- | ---------------------------------------------------------------------- | -------- |
| Vereinigtes Königreich (BPI) | Silber                                                                 | 200.000  |
| Insgesamt                    | 1× Silber ·                                                            | 200.000  |

### Earthquake
| Land/Region                  | Auszeichnungen für Musikverkäufe (Land/Region, Auszeichnung, Verkäufe) | Verkäufe |
| ---------------------------- | ---------------------------------------------------------------------- | -------- |
| Vereinigtes Königreich (BPI) | Silber                                                                 | 200.000  |
| Insgesamt                    | 1× Silber ·                                                            | 200.000  |

### Take Ü There
| Land/Region               | Auszeichnungen für Musikverkäufe (Land/Region, Auszeichnung, Verkäufe) | Verkäufe  |
| ------------------------- | ---------------------------------------------------------------------- | --------- |
| Neuseeland (RMNZ)         | Gold                                                                   | 7.500     |
| Vereinigte Staaten (RIAA) | Platin                                                                 | 1.000.000 |
| Insgesamt                 | 1× Gold · 1× Platin ·                                                  | 1.007.500 |

### Where Are Ü Now
| Land/Region                  | Auszeichnungen für Musikverkäufe (Land/Region, Auszeichnung, Verkäufe) | Verkäufe  |
| ---------------------------- | ---------------------------------------------------------------------- | --------- |
| Australien (ARIA)            | 6× Platin                                                              | 420.000   |
| Belgien (BRMA)               | Platin                                                                 | 30.000    |
| Dänemark (IFPI)              | 2× Platin                                                              | 120.000   |
| Deutschland (BVMI)           | Gold                                                                   | 200.000   |
| Frankreich (SNEP)            | Platin                                                                 | 133.333   |
| Italien (FIMI)               | 3× Platin                                                              | 150.000   |
| Kanada (MC)                  | 7× Platin                                                              | 560.000   |
| Mexiko (AMPROFON)            | Gold                                                                   | 30.000    |
| Neuseeland (RMNZ)            | 4× Platin                                                              | 120.000   |
| Norwegen (IFPI)              | 2× Platin                                                              | 120.000   |
| Polen (ZPAV)                 | Platin                                                                 | 50.000    |
| Schweden (IFPI)              | Platin                                                                 | 40.000    |
| Schweiz (IFPI)               | Gold                                                                   | 15.000    |
| Spanien (Promusicae)         | 2× Platin                                                              | 80.000    |
| Vereinigte Staaten (RIAA)    | 6× Platin                                                              | 6.000.000 |
| Vereinigtes Königreich (BPI) | 2× Platin                                                              | 1.520.000 |
| Insgesamt                    | 3× Gold · 38× Platin ·                                                 | 9.588.333 |

### Be Right There
| Land/Region       | Auszeichnungen für Musikverkäufe (Land/Region, Auszeichnung, Verkäufe) | Verkäufe |
| ----------------- | ---------------------------------------------------------------------- | -------- |
| Belgien (BRMA)    | Gold                                                                   | (15.000) |
| Europa (Impala)   | 2× Silber                                                              | 40.000   |
| Neuseeland (RMNZ) | 2× Platin                                                              | 60.000   |
| Insgesamt         | 2× Silber · 1× Gold · 2× Platin ·                                      | 100.000  |

### Get It Right
| Land/Region       | Auszeichnungen für Musikverkäufe (Land/Region, Auszeichnung, Verkäufe) | Verkäufe |
| ----------------- | ---------------------------------------------------------------------- | -------- |
| Neuseeland (RMNZ) | Platin                                                                 | 30.000   |
| Insgesamt         | 1× Platin ·                                                            | 30.000   |

### Wish
| Land/Region               | Auszeichnungen für Musikverkäufe (Land/Region, Auszeichnung, Verkäufe) | Verkäufe  |
| ------------------------- | ---------------------------------------------------------------------- | --------- |
| Vereinigte Staaten (RIAA) | Platin                                                                 | 1.000.000 |
| Insgesamt                 | 1× Platin ·                                                            | 1.000.000 |

### Color Blind
| Land/Region               | Auszeichnungen für Musikverkäufe (Land/Region, Auszeichnung, Verkäufe) | Verkäufe |
| ------------------------- | ---------------------------------------------------------------------- | -------- |
| Australien (ARIA)         | Gold                                                                   | 35.000   |
| Kanada (MC)               | Gold                                                                   | 40.000   |
| Mexiko (AMPROFON)         | Gold                                                                   | 30.000   |
| Vereinigte Staaten (RIAA) | Gold                                                                   | 500.000  |
| Insgesamt                 | 4× Gold · × Platin ·                                                   | 605.000  |

### Genius
| Land/Region                  | Auszeichnungen für Musikverkäufe (Land/Region, Auszeichnung, Verkäufe) | Verkäufe  |
| ---------------------------- | ---------------------------------------------------------------------- | --------- |
| Australien (ARIA)            | Platin                                                                 | 70.000    |
| Frankreich (SNEP)            | Gold                                                                   | 100.000   |
| Italien (FIMI)               | Gold                                                                   | 25.000    |
| Kanada (MC)                  | Gold                                                                   | 40.000    |
| Mexiko (AMPROFON)            | Platin                                                                 | 60.000    |
| Neuseeland (RMNZ)            | Platin                                                                 | 30.000    |
| Österreich (IFPI)            | Gold                                                                   | 15.000    |
| Polen (ZPAV)                 | Platin                                                                 | 20.000    |
| Spanien (Promusicae)         | Gold                                                                   | 30.000    |
| Vereinigte Staaten (RIAA)    | Platin                                                                 | 1.000.000 |
| Vereinigtes Königreich (BPI) | Silber                                                                 | 200.000   |
| Insgesamt                    | 1× Silber · 5× Gold · 5× Platin ·                                      | 1.590.000 |

### Audio
| Land/Region               | Auszeichnungen für Musikverkäufe (Land/Region, Auszeichnung, Verkäufe) | Verkäufe |
| ------------------------- | ---------------------------------------------------------------------- | -------- |
| Australien (ARIA)         | Platin                                                                 | 70.000   |
| Frankreich (SNEP)         | Platin                                                                 | 200.000  |
| Kanada (MC)               | Platin                                                                 | 80.000   |
| Mexiko (AMPROFON)         | Gold                                                                   | 30.000   |
| Neuseeland (RMNZ)         | Gold                                                                   | 15.000   |
| Polen (ZPAV)              | Gold                                                                   | 10.000   |
| Vereinigte Staaten (RIAA) | Gold                                                                   | 500.000  |
| Insgesamt                 | 4× Gold · 3× Platin ·                                                  | 905.000  |

### Welcome to the Party
| Land/Region                  | Auszeichnungen für Musikverkäufe (Land/Region, Auszeichnung, Verkäufe) | Verkäufe  |
| ---------------------------- | ---------------------------------------------------------------------- | --------- |
| Australien (ARIA)            | Platin                                                                 | 70.000    |
| Neuseeland (RMNZ)            | Gold                                                                   | 15.000    |
| Polen (ZPAV)                 | Gold                                                                   | 10.000    |
| Vereinigte Staaten (RIAA)    | Platin                                                                 | 1.000.000 |
| Vereinigtes Königreich (BPI) | Silber                                                                 | 200.000   |
| Insgesamt                    | 1× Silber · 2× Gold · 2× Platin ·                                      | 1.295.000 |

### Sun in Our Eyes
| Land/Region       | Auszeichnungen für Musikverkäufe (Land/Region, Auszeichnung, Verkäufe) | Verkäufe |
| ----------------- | ---------------------------------------------------------------------- | -------- |
| Australien (ARIA) | Gold                                                                   | 35.000   |
| Insgesamt         | 1× Gold ·                                                              | 35.000   |

### Thunderclouds
| Land/Region                  | Auszeichnungen für Musikverkäufe (Land/Region, Auszeichnung, Verkäufe) | Verkäufe  |
| ---------------------------- | ---------------------------------------------------------------------- | --------- |
| Australien (ARIA)            | Platin                                                                 | 70.000    |
| Dänemark (IFPI)              | Gold                                                                   | 45.000    |
| Deutschland (BVMI)           | Gold                                                                   | 200.000   |
| Frankreich (SNEP)            | Diamant                                                                | 333.333   |
| Italien (FIMI)               | Platin                                                                 | 50.000    |
| Kanada (MC)                  | Platin                                                                 | 80.000    |
| Mexiko (AMPROFON)            | 2× Platin                                                              | 120.000   |
| Neuseeland (RMNZ)            | Platin                                                                 | 30.000    |
| Österreich (IFPI)            | Platin                                                                 | 30.000    |
| Polen (ZPAV)                 | Platin                                                                 | 20.000    |
| Schweiz (IFPI)               | Gold                                                                   | 10.000    |
| Spanien (Promusicae)         | Gold                                                                   | 30.000    |
| Vereinigte Staaten (RIAA)    | Gold                                                                   | 500.000   |
| Vereinigtes Königreich (BPI) | Gold                                                                   | 400.000   |
| Insgesamt                    | 6× Gold · 8× Platin · 1× Diamant ·                                     | 1.938.333 |

### Electricity
| Land/Region                  | Auszeichnungen für Musikverkäufe (Land/Region, Auszeichnung, Verkäufe) | Verkäufe  |
| ---------------------------- | ---------------------------------------------------------------------- | --------- |
| Australien (ARIA)            | Platin                                                                 | 70.000    |
| Belgien (BRMA)               | Gold                                                                   | 20.000    |
| Dänemark (IFPI)              | Gold                                                                   | 45.000    |
| Frankreich (SNEP)            | Gold                                                                   | 100.000   |
| Italien (FIMI)               | Gold                                                                   | 25.000    |
| Kanada (MC)                  | Gold                                                                   | 40.000    |
| Mexiko (AMPROFON)            | 7× Gold                                                                | 210.000   |
| Neuseeland (RMNZ)            | 2× Platin                                                              | 60.000    |
| Polen (ZPAV)                 | Platin                                                                 | 20.000    |
| Spanien (Promusicae)         | Platin                                                                 | 60.000    |
| Vereinigte Staaten (RIAA)    | Platin                                                                 | 1.000.000 |
| Vereinigtes Königreich (BPI) | Platin                                                                 | 600.000   |
| Insgesamt                    | 6× Gold · 10× Platin ·                                                 | 2.250.000 |

### Close to Me
| Land/Region                  | Auszeichnungen für Musikverkäufe (Land/Region, Auszeichnung, Verkäufe) | Verkäufe  |
| ---------------------------- | ---------------------------------------------------------------------- | --------- |
| Australien (ARIA)            | 2× Platin                                                              | 140.000   |
| Belgien (BRMA)               | Gold                                                                   | 20.000    |
| Brasilien (PMB)              | 2× Platin                                                              | 80.000    |
| Dänemark (IFPI)              | Gold                                                                   | 45.000    |
| Frankreich (SNEP)            | Gold                                                                   | 100.000   |
| Italien (FIMI)               | Platin                                                                 | 50.000    |
| Kanada (MC)                  | 2× Platin                                                              | 160.000   |
| Neuseeland (RMNZ)            | 2× Platin                                                              | 60.000    |
| Polen (ZPAV)                 | Platin                                                                 | 20.000    |
| Vereinigte Staaten (RIAA)    | 2× Platin                                                              | 2.000.000 |
| Vereinigtes Königreich (BPI) | Platin                                                                 | 600.000   |
| Insgesamt                    | 3× Gold · 13× Platin ·                                                 | 3.275.000 |

### Boom Bye Bye
| Land/Region       | Auszeichnungen für Musikverkäufe (Land/Region, Auszeichnung, Verkäufe) | Verkäufe |
| ----------------- | ---------------------------------------------------------------------- | -------- |
| Frankreich (SNEP) | Gold                                                                   | 100.000  |
| Insgesamt         | 1× Gold ·                                                              | 100.000  |

### No New Friends
| Land/Region | Auszeichnungen für Musikverkäufe (Land/Region, Auszeichnung, Verkäufe) | Verkäufe |
| ----------- | ---------------------------------------------------------------------- | -------- |
| Kanada (MC) | Gold                                                                   | 40.000   |
| Insgesamt   | 1× Gold ·                                                              | 40.000   |

### Heartless
| Land/Region                  | Auszeichnungen für Musikverkäufe (Land/Region, Auszeichnung, Verkäufe) | Verkäufe  |
| ---------------------------- | ---------------------------------------------------------------------- | --------- |
| Australien (ARIA)            | 4× Platin                                                              | 280.000   |
| Kanada (MC)                  | 7× Platin                                                              | 560.000   |
| Vereinigte Staaten (RIAA)    | 7× Platin                                                              | 7.000.000 |
| Vereinigtes Königreich (BPI) | Silber                                                                 | 200.000   |
| Insgesamt                    | 1× Silber · × Gold · 18× Platin ·                                      | 7.840.000 |

### Lonely
| Land/Region               | Auszeichnungen für Musikverkäufe (Land/Region, Auszeichnung, Verkäufe) | Verkäufe |
| ------------------------- | ---------------------------------------------------------------------- | -------- |
| Australien (ARIA)         | Platin                                                                 | 70.000   |
| Kanada (MC)               | Platin                                                                 | 80.000   |
| Vereinigte Staaten (RIAA) | Gold                                                                   | 500.000  |
| Insgesamt                 | 1× Gold · 2× Platin ·                                                  | 650.000  |

### On My Mind
| Land/Region                  | Auszeichnungen für Musikverkäufe (Land/Region, Auszeichnung, Verkäufe) | Verkäufe  |
| ---------------------------- | ---------------------------------------------------------------------- | --------- |
| Frankreich (SNEP)            | Gold                                                                   | 100.000   |
| Italien (FIMI)               | Platin                                                                 | 70.000    |
| Österreich (IFPI)            | Gold                                                                   | 15.000    |
| Polen (ZPAV)                 | Gold                                                                   | 25.000    |
| Spanien (Promusicae)         | Gold                                                                   | 30.000    |
| Vereinigte Staaten (RIAA)    | Gold                                                                   | 500.000   |
| Vereinigtes Königreich (BPI) | Gold                                                                   | 400.000   |
| Insgesamt                    | 6× Gold · 1× Platin ·                                                  | 1.140.000 |

### Looking for Me
| Land/Region                  | Auszeichnungen für Musikverkäufe (Land/Region, Auszeichnung, Verkäufe) | Verkäufe  |
| ---------------------------- | ---------------------------------------------------------------------- | --------- |
| Australien (ARIA)            | Platin                                                                 | 70.000    |
| Vereinigtes Königreich (BPI) | 2× Platin                                                              | 1.200.000 |
| Insgesamt                    | 3× Platin ·                                                            | 1.270.000 |

### Daylight
| Land/Region               | Auszeichnungen für Musikverkäufe (Land/Region, Auszeichnung, Verkäufe) | Verkäufe |
| ------------------------- | ---------------------------------------------------------------------- | -------- |
| Vereinigte Staaten (RIAA) | Gold                                                                   | 500.000  |
| Insgesamt                 | 1× Gold ·                                                              | 500.000  |

### Turn Back Time
| Land/Region                  | Auszeichnungen für Musikverkäufe (Land/Region, Auszeichnung, Verkäufe) | Verkäufe |
| ---------------------------- | ---------------------------------------------------------------------- | -------- |
| Vereinigtes Königreich (BPI) | Silber                                                                 | 200.000  |
| Insgesamt                    | 1× Silber ·                                                            | 200.000  |

### Hollywood
| Land/Region    | Auszeichnungen für Musikverkäufe (Land/Region, Auszeichnung, Verkäufe) | Verkäufe |
| -------------- | ---------------------------------------------------------------------- | -------- |
| Italien (FIMI) | 2× Platin                                                              | 200.000  |
| Insgesamt      | 2× Platin ·                                                            | 200.000  |

### Don’t Forget My Love
| Land/Region                  | Auszeichnungen für Musikverkäufe (Land/Region, Auszeichnung, Verkäufe) | Verkäufe |
| ---------------------------- | ---------------------------------------------------------------------- | -------- |
| Vereinigte Staaten (RIAA)    | Gold                                                                   | 500.000  |
| Vereinigtes Königreich (BPI) | Gold                                                                   | 400.000  |
| Insgesamt                    | 2× Gold ·                                                              | 900.000  |

### Heartbroken
| Land/Region               | Auszeichnungen für Musikverkäufe (Land/Region, Auszeichnung, Verkäufe) | Verkäufe  |
| ------------------------- | ---------------------------------------------------------------------- | --------- |
| Neuseeland (RMNZ)         | Gold                                                                   | 15.000    |
| Vereinigte Staaten (RIAA) | Platin                                                                 | 1.000.000 |
| Insgesamt                 | 1× Gold · 1× Platin ·                                                  | 1.015.000 |

### Forever
| Land/Region    | Auszeichnungen für Musikverkäufe (Land/Region, Auszeichnung, Verkäufe) | Verkäufe |
| -------------- | ---------------------------------------------------------------------- | -------- |
| Portugal (AFP) | Gold                                                                   | 5.000    |
| Insgesamt      | 1× Gold ·                                                              | 5.000    |

## Auszeichnungen nach Liedern

### To Ü
| Land/Region               | Auszeichnungen für Musikverkäufe (Land/Region, Auszeichnung, Verkäufe) | Verkäufe |
| ------------------------- | ---------------------------------------------------------------------- | -------- |
| Australien (ARIA)         | Gold                                                                   | 35.000   |
| Neuseeland (RMNZ)         | Gold                                                                   | 7.500    |
| Vereinigte Staaten (RIAA) | Gold                                                                   | 500.000  |
| Insgesamt                 | 3× Gold ·                                                              | 542.500  |

### Mind
| Land/Region               | Auszeichnungen für Musikverkäufe (Land/Region, Auszeichnung, Verkäufe) | Verkäufe |
| ------------------------- | ---------------------------------------------------------------------- | -------- |
| Polen (ZPAV)              | Gold                                                                   | 25.000   |
| Vereinigte Staaten (RIAA) | Gold                                                                   | 500.000  |
| Insgesamt                 | 2× Gold ·                                                              | 525.000  |

### Forever Young
| Land/Region               | Auszeichnungen für Musikverkäufe (Land/Region, Auszeichnung, Verkäufe) | Verkäufe |
| ------------------------- | ---------------------------------------------------------------------- | -------- |
| Vereinigte Staaten (RIAA) | Gold                                                                   | 500.000  |
| Insgesamt                 | 1× Gold ·                                                              | 500.000  |

### 200 MPH
| Land/Region               | Auszeichnungen für Musikverkäufe (Land/Region, Auszeichnung, Verkäufe) | Verkäufe |
| ------------------------- | ---------------------------------------------------------------------- | -------- |
| Spanien (Promusicae)      | Gold                                                                   | 30.000   |
| Vereinigte Staaten (RIAA) | 12× Platin                                                             | 720.000  |
| Insgesamt                 | 1× Gold · 2× Platin · 1× Diamant ·                                     | 750.000  |

### Dance With Me
| Land/Region               | Auszeichnungen für Musikverkäufe (Land/Region, Auszeichnung, Verkäufe) | Verkäufe |
| ------------------------- | ---------------------------------------------------------------------- | -------- |
| Kanada (MC)               | 2× Platin                                                              | 160.000  |
| Vereinigte Staaten (RIAA) | Gold                                                                   | 500.000  |
| Insgesamt                 | 1× Gold · 2× Platin ·                                                  | 660.000  |

## Auszeichnungen nach Musikstreaming

### Look at Me Now
| Land/Region     | Auszeichnungen für Musikverkäufe (Land/Region, Auszeichnung, Verkäufe) | Verkäufe |
| --------------- | ---------------------------------------------------------------------- | -------- |
| Dänemark (IFPI) | Gold                                                                   | 900.000  |
| Insgesamt       | 1× Gold ·                                                              | 900.000  |

### Too Close
| Land/Region     | Auszeichnungen für Musikverkäufe (Land/Region, Auszeichnung, Verkäufe) | Verkäufe |
| --------------- | ---------------------------------------------------------------------- | -------- |
| Dänemark (IFPI) | Gold                                                                   | 900.000  |
| Insgesamt       | 1× Gold ·                                                              | 900.000  |

## Auszeichnungen nach Autorenbeteiligungen und Produktionen

### Paper Planes(M. I. A.)
| Land/Region                  | Auszeichnungen für Musikverkäufe (Land/Region, Auszeichnung, Verkäufe) | Verkäufe  |
| ---------------------------- | ---------------------------------------------------------------------- | --------- |
| Dänemark (IFPI)              | Gold                                                                   | 45.000    |
| Italien (FIMI)               | Gold                                                                   | 50.000    |
| Kanada (MC)                  | 7× Platin                                                              | 560.000   |
| Neuseeland (RMNZ)            | 4× Platin                                                              | 120.000   |
| Spanien (Promusicae)         | Gold                                                                   | 30.000    |
| Vereinigte Staaten (RIAA)    | 3× Platin                                                              | 3.000.000 |
| Vereinigtes Königreich (BPI) | 2× Platin                                                              | 1.200.000 |
| Insgesamt                    | 3× Gold · 16× Platin ·                                                 | 5.005.000 |

### Look at Me Now(Chris Brown)
| Land/Region                  | Auszeichnungen für Musikverkäufe (Land/Region, Auszeichnung, Verkäufe) | Verkäufe  |
| ---------------------------- | ---------------------------------------------------------------------- | --------- |
| Australien (ARIA)            | 2× Platin                                                              | 140.000   |
| Norwegen (IFPI)              | Platin                                                                 | 10.000    |
| Vereinigte Staaten (RIAA)    | 8× Platin                                                              | 8.000.000 |
| Vereinigtes Königreich (BPI) | Gold                                                                   | 400.000   |
| Insgesamt                    | 1× Gold · 11× Platin ·                                                 | 8.550.000 |

### Too Close(Alex Clare)
| Land/Region                  | Auszeichnungen für Musikverkäufe (Land/Region, Auszeichnung, Verkäufe) | Verkäufe  |
| ---------------------------- | ---------------------------------------------------------------------- | --------- |
| Brasilien (PMB)              | Gold                                                                   | 30.000    |
| Deutschland (BVMI)           | 3× Gold                                                                | 450.000   |
| Österreich (IFPI)            | Gold                                                                   | 15.000    |
| Schweiz (IFPI)               | Platin                                                                 | 30.000    |
| Vereinigte Staaten (RIAA)    | 2× Platin                                                              | 2.000.000 |
| Vereinigtes Königreich (BPI) | Platin                                                                 | 600.000   |
| Insgesamt                    | 3× Gold · 5× Platin ·                                                  | 3.125.000 |

### Climax(Usher)
| Land/Region                  | Auszeichnungen für Musikverkäufe (Land/Region, Auszeichnung, Verkäufe) | Verkäufe  |
| ---------------------------- | ---------------------------------------------------------------------- | --------- |
| Australien (ARIA)            | Platin                                                                 | 70.000    |
| Kanada (MC)                  | Gold                                                                   | 40.000    |
| Vereinigte Staaten (RIAA)    | 3× Platin                                                              | 3.000.000 |
| Vereinigtes Königreich (BPI) | Silber                                                                 | 200.000   |
| Insgesamt                    | 1× Silber · 1× Gold · 4× Platin ·                                      | 3.310.000 |

### End of Time(Beyoncé)
| Land/Region                  | Auszeichnungen für Musikverkäufe (Land/Region, Auszeichnung, Verkäufe) | Verkäufe  |
| ---------------------------- | ---------------------------------------------------------------------- | --------- |
| Australien (ARIA)            | Gold                                                                   | 35.000    |
| Brasilien (PMB)              | 2× Platin                                                              | 120.000   |
| Vereinigte Staaten (RIAA)    | Platin                                                                 | 1.000.000 |
| Vereinigtes Königreich (BPI) | Silber                                                                 | 200.000   |
| Insgesamt                    | 1× Silber · 1× Gold · 3× Platin ·                                      | 1.355.000 |

### Trampoline(Tinie Tempah)
| Land/Region                  | Auszeichnungen für Musikverkäufe (Land/Region, Auszeichnung, Verkäufe) | Verkäufe |
| ---------------------------- | ---------------------------------------------------------------------- | -------- |
| Vereinigtes Königreich (BPI) | Silber                                                                 | 200.000  |
| Insgesamt                    | 1× Silber ·                                                            | 200.000  |

### Elastic Heart(Sia)
| Land/Region                  | Auszeichnungen für Musikverkäufe (Land/Region, Auszeichnung, Verkäufe) | Verkäufe  |
| ---------------------------- | ---------------------------------------------------------------------- | --------- |
| Australien (ARIA)            | 3× Platin                                                              | 210.000   |
| Belgien (BRMA)               | Gold                                                                   | 15.000    |
| Dänemark (IFPI)              | Platin                                                                 | 60.000    |
| Deutschland (BVMI)           | Platin                                                                 | 300.000   |
| Frankreich (SNEP)            | Gold                                                                   | 75.000    |
| Italien (FIMI)               | 2× Platin                                                              | 100.000   |
| Kanada (MC)                  | 7× Platin                                                              | 560.000   |
| Mexiko (AMPROFON)            | 3× Platin                                                              | 180.000   |
| Neuseeland (RMNZ)            | 4× Platin                                                              | 120.000   |
| Spanien (Promusicae)         | Platin                                                                 | 40.000    |
| Vereinigte Staaten (RIAA)    | 5× Platin                                                              | 5.000.000 |
| Vereinigtes Königreich (BPI) | 2× Platin                                                              | 1.200.000 |
| Insgesamt                    | 2× Gold · 29× Platin ·                                                 | 7.860.000 |

### Living for Love(Madonna)
| Land/Region     | Auszeichnungen für Musikverkäufe (Land/Region, Auszeichnung, Verkäufe) | Verkäufe |
| --------------- | ---------------------------------------------------------------------- | -------- |
| Brasilien (PMB) | Gold                                                                   | 30.000   |
| Italien (FIMI)  | Gold                                                                   | 25.000   |
| Insgesamt       | 2× Gold ·                                                              | 55.000   |

### Bitch I’m Madonna(Madonna)
| Land/Region     | Auszeichnungen für Musikverkäufe (Land/Region, Auszeichnung, Verkäufe) | Verkäufe |
| --------------- | ---------------------------------------------------------------------- | -------- |
| Brasilien (PMB) | 2× Platin                                                              | 120.000  |
| Polen (ZPAV)    | Gold                                                                   | 10.000   |
| Insgesamt       | 1× Gold · 2× Platin ·                                                  | 130.000  |

### Hold Up(Beyoncé)
| Land/Region                  | Auszeichnungen für Musikverkäufe (Land/Region, Auszeichnung, Verkäufe) | Verkäufe  |
| ---------------------------- | ---------------------------------------------------------------------- | --------- |
| Australien (ARIA)            | 2× Platin                                                              | 140.000   |
| Brasilien (PMB)              | Platin                                                                 | 60.000    |
| Frankreich (SNEP)            | —                                                                      | 13.400    |
| Kanada (MC)                  | Platin                                                                 | 80.000    |
| Polen (ZPAV)                 | Gold                                                                   | 25.000    |
| Vereinigte Staaten (RIAA)    | 2× Platin                                                              | 2.000.000 |
| Vereinigtes Königreich (BPI) | Platin                                                                 | 600.000   |
| Insgesamt                    | 1× Gold · 7× Platin ·                                                  | 2.918.400 |

### All Night(Beyoncé)
| Land/Region                  | Auszeichnungen für Musikverkäufe (Land/Region, Auszeichnung, Verkäufe) | Verkäufe  |
| ---------------------------- | ---------------------------------------------------------------------- | --------- |
| Australien (ARIA)            | Gold                                                                   | 35.000    |
| Brasilien (PMB)              | Platin                                                                 | 60.000    |
| Kanada (MC)                  | Gold                                                                   | 40.000    |
| Vereinigte Staaten (RIAA)    | Platin                                                                 | 1.000.000 |
| Vereinigtes Königreich (BPI) | Silber                                                                 | 200.000   |
| Insgesamt                    | 1× Silber · 2× Gold · 2× Platin ·                                      | 1.335.000 |

## Statistik und Quellen
| Land/RegionAuszeichnungen für Musikverkäufe (Land/Region, Auszeichnungen, Verkäufe, Quellen) | Silber       | Gold       | Platin         | Diamant     | Verkäufe   | Quellen              |
| -------------------------------------------------------------------------------------------- | ------------ | ---------- | -------------- | ----------- | ---------- | -------------------- |
| Australien (ARIA)                                                                            | —            | 5× Gold5   | 27× Platin27   | —           | 2.065.000  | aria.com.au          |
| Belgien (BRMA)                                                                               | —            | 4× Gold4   | Platin1        | —           | 100.000    | ultratop.be          |
| Brasilien (PMB)                                                                              | —            | 2× Gold2   | 9× Platin9     | —           | 540.000    | pro-musicabr.org.br  |
| Dänemark (IFPI)                                                                              | —            | 7× Gold7   | 5× Platin5     | —           | 370.000    | ifpi.dk              |
| Deutschland (BVMI)                                                                           | —            | 3× Gold3   | 4× Platin4     | —           | 1.150.000  | musikindustrie.de    |
| Europa (Impala)                                                                              | 2× Silber2   | —          | —              | —           | (40.000)   | Einzelnachweise      |
| Frankreich (SNEP)                                                                            | —            | 7× Gold7   | 2× Platin2     | Diamant1    | 1.305.066  | snepmusique.com      |
| Italien (FIMI)                                                                               | —            | 4× Gold4   | 10× Platin10   | —           | 745.000    | fimi.it              |
| Kanada (MC)                                                                                  | —            | 6× Gold6   | 38× Platin38   | —           | 3.247.500  | musiccanada.com      |
| Mexiko (AMPROFON)                                                                            | —            | 5× Gold5   | 9× Platin9     | —           | 690.000    | amprofon.com.mx      |
| Neuseeland (RMNZ)                                                                            | —            | 7× Gold7   | 21× Platin21   | —           | 715.000    | radioscope.co.nz NZ2 |
| Norwegen (IFPI)                                                                              | —            | Gold1      | 3× Platin3     | —           | 140.000    | ifpi.no              |
| Österreich (IFPI)                                                                            | —            | 3× Gold3   | Platin1        | —           | 75.000     | ifpi.at              |
| Polen (ZPAV)                                                                                 | —            | 7× Gold7   | 5× Platin5     | —           | 245.000    | olis.pl              |
| Portugal (AFP)                                                                               | —            | Gold1      | —              | —           | 5.000      | Einzelnachweise      |
| Schweden (IFPI)                                                                              | —            | —          | Platin1        | —           | 40.000     | sverigetopplistan.se |
| Schweiz (IFPI)                                                                               | —            | 2× Gold2   | Platin1        | —           | 55.000     | hitparade.ch         |
| Singapur (RIAS)                                                                              | —            | Gold1      | —              | —           | 5.000      | rias.org.sg          |
| Spanien (Promusicae)                                                                         | —            | 5× Gold5   | 4× Platin4     | —           | 330.000    | elportaldemusica.es  |
| Vereinigte Staaten (RIAA)                                                                    | —            | 12× Gold12 | 50× Platin50   | Diamant1    | 54.620.000 | riaa.com             |
| Vereinigtes Königreich (BPI)                                                                 | 10× Silber10 | 4× Gold4   | 12× Platin12   | —           | 11.120.000 | bpi.co.uk            |
| Insgesamt                                                                                    | 12× Silber12 | 86× Gold86 | 203× Platin203 | 2× Diamant2 |            |                      |